# Streets of Arklow
"Streets of Arklow" es una canción del músico norirlandés Van Morrison publicada en el álbum de 1974 Veedon Fleece.
La canción describe un día en la "tierra verde de Dios" y supone un tributo a la ciudad de Arklow visitada por el cantante durante sus vacaciones en 1973 tras estar en Estados Unidos desde 1967.
"Streets of Arklow" fue interpretada frecuentemente en los conciertos de Morrison desde 2002. De 2003 a 2006, fue interpretada de forma conjunta con "You Don't Pull No Punches, But You Don't Push the River".
"Streets of Arklow" fue remasterizada y publicada en el álbum recopilatorio de 2007 Still on Top - The Greatest Hits.

## Personal
- Van Morrison: guitarra y voz
- Theresa Adams: chelo
- David Hayes: bajo
- James Rothermel: técnico de sonido
- Nathan Rubin: violín
- Dahaud Shaar: batería
- James Trumbo: piano
- Ralph Wash: guitarra